# Falkenstein Béla
Báró Falkenstein Béla, Adalbert von Falkenstein OSB (Freiburg im Breisgau, 1661. november 17. – Temesvár, 1739. szeptember 27.) megyéspüspök.

## Életútja
Claude Florimond de Mercy gróf, tábornagy, 1720 és 1733 között a Temesvidék kormányzójának unokaöccse. Bencés szerzetes, kanonok, grönbachi prépost volt, amikor 1730-ban csanádi püspökké nevezték ki. 1730. november 28-án honosították.
A határőrvidéken a török pusztítás után ő végezte az első kánoni látogatást és templomokat szentelt. 1734-ben Temesvárott egyházmegyei zsinatot tartott. 1738-ban az egyházmegye székhelyét Szegedről Temesvárra helyezte át. Lerakta a temesvári székesegyház alapjait. 1739-ben hunyt el. A temesvári jezsuita templomban temették el.